# Lucius Caecilius Vegetus

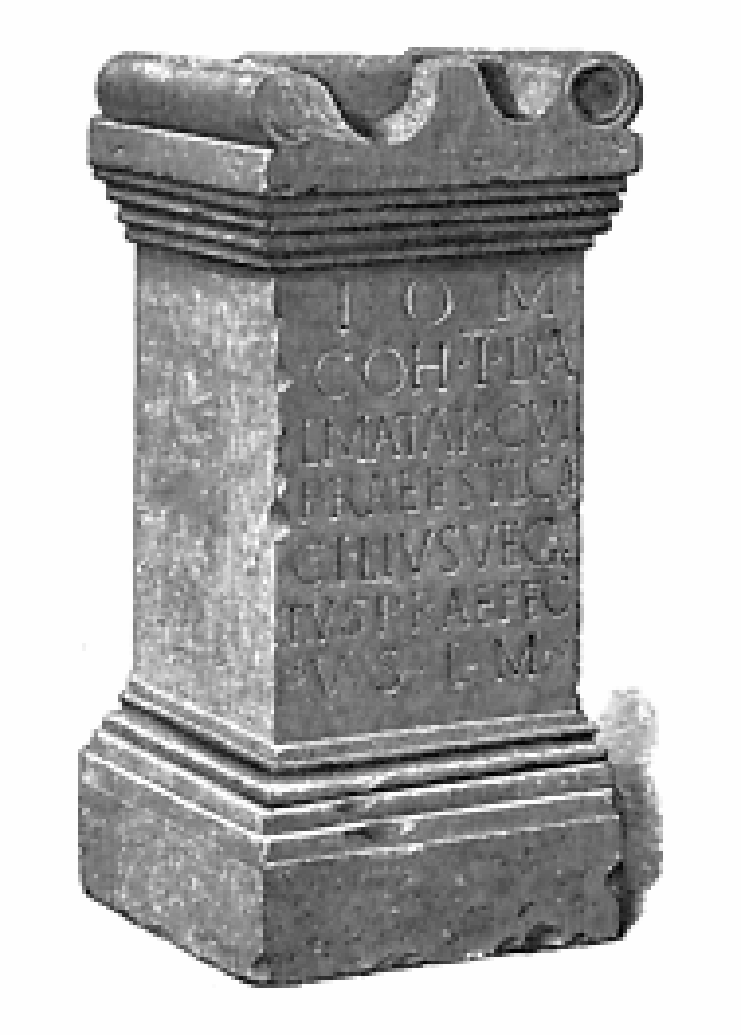
Die Weihinschrift des Vegetus

Lucius Caecilius Vegetus war ein im 2. Jahrhundert n. Chr. lebender Angehöriger des römischen Ritterstandes (Eques).
Durch eine Weihinschrift, die beim Kastell Alauna gefunden wurde, ist belegt, dass Vegetus um 139/165 Präfekt der Cohors I Delmatarum war, die zu diesem Zeitpunkt in der Provinz Britannia stationiert war.